# Jorge Giménez Bech
Jorge Giménez Bech (Irún, Guipúzcoa, 15 de enero de 1956 - ibidem, 20 de diciembre de 2023) fue un escritor, traductor y editor español. Fue uno de los fundadores de la editorial Alberdania, presidente de la Asociación de Editores Vascos y autor de numerosas traducciones, especialmente desde el euskera al castellano.

## Origen y familia
Jorge Giménez nació en Irún, el 15 de enero de 1956. Su padre, José Giménez Mayoral (1915-1982), era guardia civil, nacido en Cataluña. Trabajó en la oficina del seguro internacional de vehículos o «carta verde» en Irún. Fue asesinado por ETA en 1982, en un atentado perpetrado en Behobia. Su madre fue Celia Bech Vilaseca, natural de Cataluña. Además de Jorge, eran otros dos hermanos más, Joan Manuel y Rosa Mari. 
Se casó con Mertxe Etxebeste y tuvieron un hijo, Oier.

## Biografía
Fue responsable del servicio de euskera del Ayuntamiento de Irún durante casi diez años, desde 1984 hasta 1993. Dentro de sus responsabilidades, trabajó como periodista en la revista trimestral Plazara, durante siete años, desde mayo de 1985 hasta la publicación de su último número en 1992.
Tras varias colaboraciones en medios de comunicación (Euskadi Irratia, El Diario Vasco) y como redactor del Diccionario Enciclopédico Lur, fue presentador del programa «Zeuk erabaki», emitido por Euskal Telebista entre septiembre y diciembre de 1993, y dialoguista de la serie Goenkale (1994-1995).
En 1993, fundó la editorial Alberdania junto al escritor y editor Inazio Mujika Iraola.
En 1997, fue designado presidente de la Asociación de Editores Vascos, cargo en el que ejerció durante catorce años, hasta 2013.
Entre 2013 y 2017, fue director de investigación y coordinación de la Viceconsejería de Política Lingüística del Gobierno Vasco, con Patxi Baztarrika como viceconsejero y Cristina Uriarte como consejera.
Durante este mismo periodo (2013-2017), fue secretario del Consejo Asesor del Euskera, etapa en la que se redactó el informe ¿Y a partir de ahora qué? ―reflexión sobre las estrategias para el desarrollo de la lengua vasca―, se puso en marcha el Sistema de Indicadores del Euskera (EAS),y se llevó a cabo la VI. Encuesta Sociolingüística.
Jorge Giménez falleció en Irún, a causa de una enfermedad, el 20 de diciembre de 2023, cuando contaba 67 años.

## Editor
La editorial Alberdania fue creada con el objetivo de fomentar la creación literaria y ofrecer literatura de calidad para todas las edades. Tras unos primeros años de expansión, la crisis económica de 2013 obligó a la editorial a hacer un receso hasta 2016, aunque sin desaparecer por completo del mercado editorial.A partir de entonces, en 2017, Jorge Giménez asumió las funciones de editor y director de la editorial. En 2018, la editorial contaba con 615 títulos en su catálogo.

## Escritor
Aunque es poco conocida su faceta de escritor, Jorge Giménez ganó en 1995 el concurso de cuentos «Gabriel Aresti», que concede el Ayuntamiento de Bilbao, con la obra «Trenaren zain» (Esperando al tren).

## Traductor
Entre sus tareas profesionales, Jorge Giménez destacó sobre todo en la traducción, especialmente por traducciones literarias hechas del vascuence al castellano. Tradujo obras de Aingeru Epaltza, Hasier Etxeberria, Anjel Lertxundi, Inazio Mujika Iraola, Garazi Goia, Jokin Muñoz, Joxean Sagastizabal, Arantxa Iturbe y Yurre Ugarte, entre otros. Además de literatura, tradujo al castellano un ensayo de Patxi Baztarrika.
De sus traducciones destacan, entre otras, Letargo(Bizia lo, Jokin Muñoz, 2005), Tiempo de cerezas(Gerezi denbora, Inazio Mujika Iraola, 2006), ¡Ay, madre!(Ai, ama!, Arantxa Iturbe, 2006), Felicidad perfecta(Zorion perfektua, Anjel Lertxundi, 2006), Línea de fuga(Ihes betea, Anjel Lertxundi, 2007), Las últimas sombras(Otto Pette, Anjel Lertxundi, 2007) y Fuego de paja(Lasto sua, Aingeru Epaltza, 2008).
En una entrevista realizada en 1999 junto con el escritor Anjel Lertxundi, Jorge Giménez explicó algunas de los fundamentos y perspectivas de su labor traductora. Señaló, entre otras cosas:

Por tanto, yo relativizaría esas categorías de escritor/traductor. Dicho con toda humildad, creo que el traductor es también, de alguna manera, un autor que, sin serlo en propiedad, debe al fin y al cabo crear con su traducción una pieza literaria previamente inexistente. De igual forma, el autor es traductor a la fuerza, en especial cuando es capaz de escribir con facilidad en dos lenguas.

## Un silencio de 39 años
Jorge Giménez fue, sucesivamente, militante del partido Euskal Iraultzarako Alderdia (Partido de la Revolución Vasca), Euskadiko Ezkerra.y de Euskal Ezkerra. El 9 de octubre de 1982, el padre de Jorge, José Giménez Mayoral, capitán retirado de la guardia civil, fue asesinado a tiros por ETA en Behobia, cuando esperaba al autobús para regresar a casa.
Tras haber guardado siempre silencio sobre el asesinato de su padre, el 31 de octubre de 2021 publicó en los medios de comunicación una carta abierta, bajo el título «Lo que nunca se debió amparar». Entre otras cosas, reconocía haber llegado a sentirse «asesino de mi padre» y pedía perdón a las víctimas de ETA:

(...) yo también debo pedir perdón a todas las víctimas de ETA. Porque no he alzado la voz en su favor con la energía que me era exigible; porque no he denunciado con la necesaria nitidez y honestidad la amoralidad del discurso construido por quienes ejercían la violencia y quienes mamaban de la mística de estos.

Asimismo, reconocía que la declaración hecha por la izquierda abertzale el 18 de octubre de 2021 fue el principal desencadenante de su carta. De hecho, la carta estaba dirigida a los miembros de ese sector político, de cuyos propósitos hacía la siguiente valoración:

Porque he visto con claridad que no albergáis rastro alguno de duelo. Porque habéis recurrido a un razonamiento más propio de sucesos accidentales –«nunca debió ocurrir»–, en lugar de reconocer con honestidad autocrítica vuestra verdadera responsabilidad –«nunca debimos hacer/encauzar/facilitar/amparar algo semejante»–.

En una entrevista posterior, confesó que con el asesinato de su padre se vio «expulsado de la realidad».
El 17 de mayo de 2022, ofreció una entrevista en San Sebastián, organizada por Gogoan - Por una memoria digna, con preguntas del activista y sindicalista Sabin Zubiri, bajo el título de «Lo que nunca debimos amparar. El final de un silencio».

## Lista de traducciones
Estas son las traducciones publicadas por Jorge Giménez: 
| autor | año  | título | lenguas   | título original                                                   | ISBN                |
| --- | ---- | --- | --------- | ----------------------------------------------------------------- | ------------------- |
| Lertxundi, Anjel | 2023 | Capitán Fracasa | eu–es     | Kapitain Frakasa                                                  | ISBN 978-8491096719 |
| Lertxundi, Anjel | 2022 | Sombras en el espejo | eu–es     | Itzuliz usu begiak                                                | ISBN 978-8498687118 |
| Lertxundi, Anjel | 2021 | Última función | eu–es     | Gilles de Rais                                                    | ISBN 978-8498686494 |
| Ugarte, Yurre | 2021 | Fascinable | eu–es     | Lilurabera                                                        | ISBN 978-8498686517 |
| Lertxundi, Anjel | 2018 | Este muro de hielo | eu–es     | Horma                                                             | ISBN 978-8491092827 |
| Castro, Francisco | 2018 | Sinbad deitzen zidan | gl–eu     | Chamádeme Simbad                                                  | ISBN 978-8498684216 |
| Muñoz, Jokin | 2014 | Letargo | eu–es     | Bizia lo                                                          | ISBN 978-8476818343 |
| Atxaga, Bernardo; Mujika Iraola, Inazio; Saizarbitoria, Ramon; Zaldua, Iban; Muñoz, Jokin; Rodriguez, Eider; Montoia, Xabier; Iturbe, Arantxa; Jaio, Karmele; Cano, Harkaitz; Apalategi, Ur; Aingeru, Epaltza; Gabilondo, Joseba                                | 2014 | Nuestras guerras: relatos sobre los conflictos vascos [Antología]                                                                 | eu–es     | sin datos                                                         | ISBN 978-8483812105 |
| Lertxundi, Anjel | 2013 | El huésped de la noche | eu–es     | Piztiaren izena                                                   | ISBN 978-8495589132 |
| Lertxundi, Anjel | 2012 | Non omnis moriar | eu–es\|en | Non omnis moriar                                                  | ISBN 978-8461593828 |
| Arroitajauregi, Jone | 2012 | Literatura infantil y juvenil vasca actual: Un catálogo = Contemporary Basque Literature for Children and Young People: A Catalog | eu–es\|en | Egungo euskal haur eta gazte literatura: katalogo bat             | ISBN 978-8461623129 |
| Lertxundi, Anjel | 2011 | Los trapos sucios | eu–es     | Etxeko hautsa                                                     | ISBN 978-8498682915 |
| Goia, Garazi | 2011 | Dos palabras | eu–es     | Bi hitz                                                           | ISBN 978-8498682748 |
| Lertxundi, Anjel | 2010 | Vida y otras dudas | eu–es     | Eskarmentuaren paperak                                            | ISBN 978-8498681925 |
| Baztarrika, Patxi | 2010 | Babel o barbarie | eu–es     | Babeli gorazarre                                                  | ISBN 978-8498680959 |
| Lertxundi, Anjel | 2009 | Vete al infierno, cariño | eu–es     | Zoaz infernura, laztana                                           | ISBN 978-8498680645 |
| Muñoz, Jokin | 2008 | El camino de la oca | eu–es     | Antzararen bidea                                                  | ISBN 978-8498680454 |
| Apaolaza, Uxue; Aristi, Pako; Borda, Itxaro; Cano, Harkaitz; Erro, Anjel; Jimenez, Edorta; Juaristi, Felipe; Landa, Mariasun; Lertxundi, Anjel; Rodriguez, Eider; Zaldua, Iban                                                                                  | 2008 | Leyendo: Once escritos literarios sobre la lectura [Antología]                                                                    | eu–es     | Irakurri: Hamaika idazki literario irakurtzeari buruz [Antologia] | ISBN 978-8493596439 |
| Atxaga, Bernardo; Cano, Harkaitz; Cillero, Javi; Garzia Garmendia, Juan; Iturbe, Arantxa; Lertxundi, Anjel; Linazasoro, Karlos; Lizarralde, Pello; Montoia, Xabier; Mujika Iraola, Inazio; Oñederra, Lourdes; Rozas, Itziar; Sarrionandia, Joseba; Zaldua, Iban | 2008 | Pintxos: nuevos cuentos vascos [Antología]                                                                                        | eu–es     | An anthology of Basque Short Stories                              | ISBN 978-8467231601 |
| Lertxundi, Anjel | 2007 | Línea de fuga | eu–es     | Ihes betea                                                        | ISBN 978-8496643901 |
| Muñoz, Jokin | 2007 | Sin vosotros | eu–es     | Joan zaretenean                                                   | ISBN 978-8496643956 |
| Epaltza, Aingeru | 2007 | Fuego de paja | eu–es     | Lasto sua                                                         | ISBN 978-8496643925 |
| Lertxundi, Anjel | 2006 | Felicidad perfecta | eu–es     | Zorion perfektua                                                  | ISBN 978-8496643109 |
| Iturbe, Arantxa | 2006 | ¡Ay, madre! | eu–es     | Ai, ama!                                                          | ISBN 978-8496643079 |
| Mujika Iraola, Inazio | 2006 | Tiempo de cerezas | eu–es     | Gerezi denbora                                                    | ISBN 978-8496310643 |
| Txiliku | 2006 | El tío Bin Floren | eu–es     | Osaba Bin Floren                                                  | ISBN 978-8467354881 |
| Iturbe, Arantxa | 2005 | Ya ni siquiera es tarde | eu–es     | Lehenago zen berandu                                              | ISBN 978-8496310513 |
| Muñoz, Jokin | 2005 | Letargo | eu–es     | Bizia lo                                                          | ISBN 978-8476818343 |
| Atxaga, Bernardo; Cano, Harkaitz; Cillero, Javi; Garzia Garmendia, Juan; Iturbe, Arantxa; Lertxundi, Anjel; Linazasoro, Karlos; Lizarralde, Pello; Montoia, Xabier; Mujika Iraola, Inazio; Oñederra, Lourdes; Rozas, Itziar; Sarrionandia, Joseba; Zaldua, Iban | 2005 | Pintxos: nuevos cuentos vascos [Antología]                                                                                        | eu–es     | An anthology of Basque Short Stories                              | ISBN 978-8496080560 |
| Etxeberria Canales, Hasier | 2002 | Cinco escritores vascos: entrevistas de Hasier...                                                                                 | eu–es     | Bost idazle                                                       | ISBN 978-8495589576 |
| Lertxundi, Anjel | 2001 | El huésped de la noche | eu–es     | Piztiaren izena                                                   | ISBN 978-8476817902 |
| Lertxundi, Anjel (2001) | 2001 | Los días de la cera | eu–es     | Argizariaren egunak                                               | ISBN 978-8420442518 |
| Lertxundi, Anjel | 2001 | Cuaderno de tierra firme | eu - es   | Lehorreko koadernoa                                               | ISBN 978-8420442204 |
| Mitxelena, Koldo | 2001 | Koldo Mitxelena entre nosotros | eu–es     | Koldo Mitxelena gure artean                                       | ISBN 978-8495589286 |
| Iturbe, Arantxa; Mitxelena, Jokin | 2001 | Yo lo hago sentado | eu–es     | Nik eserita egiten dut, eta zer?                                  | ISBN 978-8424660567 |
| Lertxundi, Anjel | 1998 | Un final para Nora | eu–es     | Azkenaz beste                                                     | ISBN 978-8420429946 |
| Lertxundi, Anjel | 1996 | Las últimas sombras | eu–es     | Otto Pette                                                        | ISBN 978-8496643345 |